# Список фильмов о казаках
В списке приведены художественные фильмы, посвящённые казакам и казачеству. К образам казаков обращались как отечественные, так и зарубежные кинематографисты. 
Список составлен по годам выхода фильма в свет, указаны оригинальное название, русский перевод названия, страна-производитель и год выхода.

## 1900-е - 1920-е годы
- Понизовая вольница. Российская империя. 1908[1]

## 1930-e и 1940-е годы
- Дума про казака Голоту. СССР. 1937.
- Пугачёв. СССР. 1937[2]
- Степан Разин. СССР. 1939.[1]
- Богдан Хмельницкий. СССР. 1941.[1]
- Кубанские казаки. СССР. 1949[1]

## 1950-е и 1960-е годы
- Тихий Дон. СССР. 1958.[1]
- Казаки. СССР. 1961.[1]
- Когда казаки плачут. СССР. 1963.[2]
- Донская повесть. СССР. 1964.[1]
- Вий. СССР. 1967.

## 1970-е и 1980-е годы
- В лазоревой степи. СССР. 1970.
- Конец атамана. СССР. 1970.
- Чёртова дюжина. СССР. 1970.
- Даурия. СССР. 1972.[2]
- Казачья застава. СССР. 1982.[1]

## 1990-е годы
- Дикое поле. СССР. 1991.
- Дорога на Сечь (Дорога на Січ). Украина. 1994.
- Ермак. Россия. 1996[1]
- Казачья быль. Россия, 1999[1]
- Огнём и мечом (Ogniem i mieczem). Польша. 1999[1]

## 2000-е годы
- Русский бунт. Россия. 2000.
- Чёрная рада (Чорна рада). Украина. 2001.
- Неслужебное задание. Россия. 2004[2]
- Богдан-Зиновий Хмельницкий (Богдан-Зиновій Хмельницький). Украина. 2006.[1]
- Запорожец за Дунаем (Запорожець за Дунаєм). Украина. 2007.
- Тарас Бульба. Россия. 2009[1]